# スタイルe!
『スタイルe!』（スタイル イー）は、2010年4月18日（福島・新潟は4月20日）より、東北7県の日本テレビ系列局ブロックネットで放送されているミヤギテレビ制作のミニ番組である。
東北電力の一社提供・協力で放送。2008年3月まで本番組と同じブロックネットで放送された『花まる電家』と同様にオール電化住宅やヒートポンプでの快適な暮らしを紹介する。番組ロケはミヤギテレビオール電化住宅体験ミュージアム仙台港「エコノハ」や、オール電化設備の最新マンションや一般の家庭にて行われている。
2011年3月6日放送分の休止の後、2011年3月11日に発生した「東北地方太平洋沖地震」に伴い、以降の放送を休止している。

## 出演者
- 盛朋子（ミヤギテレビアナウンサー）

## 放送時間
- ミヤギテレビ 日曜 21:54 - 22:00
- 青森放送 日曜 21:54 - 22:00
- テレビ岩手 日曜 21:54 - 22:00
- 秋田放送 日曜 21:54 - 22:00
- 山形放送 日曜 21:54 - 22:00
- 福島中央テレビ 火曜 21:54 - 22:00
- テレビ新潟 火曜 21:54 - 22:00

## 関連番組
- 花まる電家
- 月刊 元気一番"生"テレビ